# Armani Bolaghi
Armani Bolaghi – wieś w Iranie, w ostanie Azerbejdżan Zachodni, w szahrestanie Bukan. W 2006 roku liczyła 388 mieszkańców.